# Lincolnshire
Lincolnshire (skraćeno Lincs) je grofovija na istoku Engleske.  Graniči se s Norfolkom na jugoistoku, Cambridgeshireom na jugu, Rutlandom na jugozapadu, Leicestershireom na zapadu, Nottinghamshireom na zapadu, South Yorkshireom na sjeverozapadu, i Istočni Ridingom Yorkshirea na sjeveru. Na jugu graniči i s Northamptonshireom u dužini od 19 metara (20 jardi), što predstavlja najkraću granicu grofovija u Engleskoj. Sjedište grofovije je grad Lincoln, gdje se sastaje grofovijsko vijeće.
Ceremonijalna grofovija Lincolnshire se sastoji od nemetropolitanske grofovije Lincolnshire i područja koje pokrivaju unitarne uprave North Lincolnshire i North-East Lincolnshire. Grofovija je druga po veličini u Engleskoj, a najveći dio zemljišta se koristi za poljoprivredu.
Grofovija se dijeli na zemljopisne pod-regije: Lincolnshire Fens (južni Lincolnshire), the Carrs (sjeverni Lincolnshire), Lincolnshire Wolds, i industrijski Estuarij Humbera i obalu Sjevernog mora oko Grimsbyja i Scunthorpea.

## Vanjske poveznice
- Lincolnshire County Council website
- Visitlincolnshire.com
- Lincolnshire Show official website  Arhivirana inačica izvorne stranice od 19. srpnja 2009. (Wayback Machine)
- Pathe newsreel of motor tractors at 1919 agricultural show, thought to be Lincoln show[neaktivna poveznica]